# An Yu-jin
An Yu-jin (coreano: 안유진; nascida em 1º de setembro de 2003), mais conhecida como Yujin, é uma cantora e compositora sul-coreana. Ela é a líder do grupo feminino sul-coreano Ive sob a Starship Entertainment e ex-integrante do grupo feminino nipo-sul-coreano Iz*One após terminar em quinto lugar no reality show de sobrevivência da Mnet, Produce 48.

## Vida pregressa
An nasceu em 1 de setembro de 2003. Frequentou a School of Performing Arts. A Off the Record revelou em 2019 que An deixou a escola para se concentrar em sua vida de ídolo e nas atividades de Iz*One e terá aulas em casa.

## Carreira

### 2018–2019: Produce 48, Iz*One, solo activities
De 15 de junho a 31 de agosto de 2018, An representou a Starship Entertainment ao lado de Jang Won-young e Cho Ka-hyeon no reality show de sobrevivência do grupo de garotas Produce 48. Ela acabou em quinto e estreou com Iz*One. A peça estendida de estreia do grupo, Color*Iz, foi lançada em 29 de outubro de 2018, com "La Vie en Rose" atuando como single principal.
Alguns meses após sua estreia com Iz * One, An participou da competição de canto King of Mask Singer. Ela era a concorrente mais jovem da história do show (15 anos e 99 dias).
Foi anunciado que An se tornaria um membro do elenco do My Little Television V2 da MBC, ao lado de Kim Gu-ra. No entanto, ela foi removida do elenco a partir do episódio 34 devido à investigação de manipulação de votos na Mnet.
2021-Presente: Fim do Iz*One e debut no Ive
Iz*One era um grupo temporário e teve seu fim em abril de 2021. Com as integrantes seguindo rumos diferentes, Yujin e Wonyoung voltaram para sua empresa, a Starship Entertainment, e em dezembro de 2021 debutaram juntas no grupo IVE, sendo Yujin a líder do mesmo. O grupo é composto por mais quatro integrantes, sendo elas: Leeseo, Liz, Rei e Gaeul. O grupo também tem diversos hits, tais como Love Dive, After Like e a música do seu debut ELEVEN

## Endossos
An apareceu como atriz em comerciais e videoclipes, principalmente em um comercial da Acuvue Vita.

## Discografia

### Créditos de composição
Todos os créditos das canções são adaptados do banco de dados da Korea Music Copyright Association, salvo indicação em contrário.
| Ano  | Artista | Canção     | Álbum         | Letrista  | Letrista                                           | Compositor | Compositor |
| Ano  | Artista | Canção     | Álbum         | Creditada | Com                                                | Creditada  | Com        |
| ---- | ------- | ---------- | ------------- | --------- | -------------------------------------------------- | ---------- | ---------- |
| 2020 | Iz*One  | "With*One" | Oneiric Diary | Yes       | Integrantes do Iz*One, Jung Sunh Min, Shin Yong Su | Não        | N/A        |
| 2023 | Ive     | "Heroine"  | I've IVE      | Yes       | —                                                  | Não        | N/A        |

## Filmografia

### Shows de televisão
| Ano  | Título                  | Título original          | Canal | Notas / Papel    | Ref.          |
| ---- | ----------------------- | ------------------------ | ----- | ---------------- | ------------- |
| 2018 | Produce 48              | 프로듀스 48              | Mnet  | Participante     | [ 16 ]        |
| 2018 | King of Mask Singer     | 미스터리 음악쇼 복면가왕 | MBC   | Participante     | [ 17 ] [ 18 ] |
| 2019 | My Little Television V2 | 마이 리틀 텔레비전 V2    | MBC   | Membro do elenco | [ 19 ]        |